# Śmieszność
Śmieszność − francuski film kostiumowy z 1996.

## Główne role
- Charles Berling - markiz Grégoire Ponceludon de Malavoy
- Jean Rochefort - markiz de Bellegarde
- Fanny Ardant - madame de Blayac
- Judith Godreche - Mathilde de Bellegarde
- Bernard Giraudeau - Vilecourt
- Bernard Dhéran - Montalieri
- Carlo Brandt - kawaler de Milletail
- Jacques Mathou - Abbé de l'Epée

## Fabuła
Francja przed rewolucją 1789. Ziemianin odwiedzając swoje wioski zauważa, że chłopi chorują na malarię. Jedynym sposobem na zmianę sytuacji jest osuszenie gruntów. Wyrusza do Wersalu po poparcie króla. Ale tam zostaje wplątany w dworskie intrygi.